# Thanawat Suengchitthawon
Thanawat Suengchitthawon (in thailandese ธนวัฒน์ ซึ้งจิตถาวร; Suphanburi, 8 gennaio 2000) è un calciatore thailandese con cittadinanza francese, centrocampista del Ratchaburi.

## Caratteristiche tecniche
È un trequartista.

## Carriera

### Club
Nato a Suphanburi, nel 2013 si trasferisce in Francia dove entra a far parte del settore giovanile del Nancy; nel 2017 viene aggregato alla seconda squadra dove debutta il 19 febbraio in occasione del match di Championnat de France amateur 2 perso 2-1 contro lo Strasburgo 2. Nel 2020 viene acquistato a titolo definitivo dal Leicester City. Il 3 aprile 2021 ottiene la sua prima convocazione in prima squadra, in occasione del match casalingo perso contro il Manchester City.
Il 17 luglio 2023 fa ufficialmente ritorno in patria firmando per il Muangthong Utd. A causa di un infortunio al legamento crociato, si ritrova a debuttare con i rossoneri solo il 9 febbraio 2024, in una gara casalinga persa contro il Bangkok Utd. Il 13 marzo, al suo debutto in Thai League Cup, marca la sua prima rete, nel match vinto in casa del Satun FC per 1-3 valida per gli ottavi di finale.  Segna il suo primo gol in campionato il successivo 3 aprile, nel successo casalingo contro il Trat.

### Nazionale
Ha giocato nelle nazionali giovanili francesi Under-16 ed Under-17 e nella nazionale thailandese Under-23.
Il 29 maggio 2021 debutta con la nazionale maggiore thailandese in occasione dell'amichevole pareggiata 2-2 contro il Tagikistan.

## Statistiche

### Presenze e reti nei club
Statistiche aggiornate al 26 febbraio 2025
| Stagione                  | Squadra                   | Campionato                | Campionato | Campionato | Coppe nazionali | Coppe nazionali | Coppe nazionali | Coppe continentali | Coppe continentali | Coppe continentali | Altre coppe | Altre coppe | Altre coppe | Totale | Totale | Totale |
| Stagione                  | Squadra                   | Comp                      | Pres       | Reti       | Comp            | Pres            | Reti            | Comp               | Pres               | Reti               | Comp        | Pres        | Reti        | Pres   | Reti   |        |
| ------------------------- | ------------------------- | ------------------------- | ---------- | ---------- | --------------- | --------------- | --------------- | ------------------ | ------------------ | ------------------ | ----------- | ----------- | ----------- | ------ | ------ | ------ |
| 2016-2017                 | Nancy 2                   | CFA2                      | 1          | 0          |                 | -               | -               |                    | -                  | -                  |             | -           | -           | 1      | 0      |        |
| 2017-2018                 | Nancy 2                   | N3                        | 7          | 1          |                 | -               | -               |                    | -                  | -                  |             | -           | -           | 7      | 1      |        |
| 2018-2019                 | Nancy 2                   | N3                        | 8          | 0          |                 | -               | -               |                    | -                  | -                  |             | -           | -           | 8      | 0      |        |
| Totale Nancy 2            | Totale Nancy 2            | Totale Nancy 2            | 16         | 1          |                 | -               | -               |                    | -                  | -                  |             | -           | -           | 16     | 1      |        |
| 2020-2021                 | Leicester City U21        | PL2                       | 13         | 4          | EFLT            | 4               | 2               |                    | -                  | -                  |             | -           | -           | 17     | 6      |        |
| 2021-2022                 | Leicester City U21        | PL2                       | 16         | 1          | EFLT            | 3               | 0               |                    | -                  | -                  |             | -           | -           | 19     | 1      |        |
| 2022-2023                 | Leicester City U21        | PL2                       | 0          | 0          | EFLT            | 0               | 0               |                    | -                  | -                  |             | -           | -           | 0      | 0      |        |
| Totale Leicester City U21 | Totale Leicester City U21 | Totale Leicester City U21 | 29         | 5          |                 | 7               | 2               |                    | -                  | -                  |             | -           | -           | 36     | 7      |        |
| 2023-2024                 | Muangthong Utd            | TL1                       | 14         | 1          | FACup+CdL       | 0+4             | 0+1             |                    | -                  | -                  |             | -           | -           | 18     | 2      |        |
| 2024-2025                 | Ratchaburi                | TL1                       | 15         | 2          | FACup+CdL       | 2+1             | 0+0             |                    | -                  | -                  |             | -           | -           | 18     | 2      |        |
| Totale carriera           | Totale carriera           | Totale carriera           | 74         | 9          |                 | 14              | 3               |                    | -                  | -                  |             | -           | -           | 88     | 12     |        |

### Cronologia presenze e reti in nazionale
| Cronologia completa delle presenze e delle reti in nazionale ― Thailandia | Cronologia completa delle presenze e delle reti in nazionale ― Thailandia | Cronologia completa delle presenze e delle reti in nazionale ― Thailandia | Cronologia completa delle presenze e delle reti in nazionale ― Thailandia | Cronologia completa delle presenze e delle reti in nazionale ― Thailandia | Cronologia completa delle presenze e delle reti in nazionale ― Thailandia | Cronologia completa delle presenze e delle reti in nazionale ― Thailandia | Cronologia completa delle presenze e delle reti in nazionale ― Thailandia |
| Data                                                                      | Città                                                                     | In casa                                                                   | Risultato                                                                 | Ospiti                                                                    | Competizione                                                              | Reti                                                                      | Note                                                                      |
| ------------------------------------------------------------------------- | ------------------------------------------------------------------------- | ------------------------------------------------------------------------- | ------------------------------------------------------------------------- | ------------------------------------------------------------------------- | ------------------------------------------------------------------------- | ------------------------------------------------------------------------- | ------------------------------------------------------------------------- |
| 29-5-2021                                                                 | Sharja                                                                    | Thailandia                                                                | 2 – 2                                                                     | Tagikistan                                                                | Amichevole                                                                | -                                                                         | 46’                                                                       |
| 3-6-2021                                                                  | Dubai                                                                     | Thailandia                                                                | 2 – 2                                                                     | Indonesia                                                                 | Qual. Mondiali 2022                                                       | -                                                                         |                                                                           |
| 15-6-2021                                                                 | Dubai                                                                     | Thailandia                                                                | 0 – 1                                                                     | Malaysia                                                                  | Qual. Mondiali 2022                                                       | -                                                                         | 72’                                                                       |
| 5-12-2021                                                                 | Singapore                                                                 | Timor Est                                                                 | 0 – 2                                                                     | Thailandia                                                                | ASEAN Cup                                                                 | -                                                                         | 46’                                                                       |
| 11-12-2021                                                                | Singapore                                                                 | Thailandia                                                                | 4 – 0                                                                     | Birmania                                                                  | ASEAN Cup                                                                 | -                                                                         | 76’                                                                       |
| 14-12-2021                                                                | Singapore                                                                 | Filippine                                                                 | 1 – 2                                                                     | Thailandia                                                                | ASEAN Cup                                                                 | -                                                                         | 76’                                                                       |
| 23-12-2021                                                                | Singapore                                                                 | Vietnam                                                                   | 0 – 2                                                                     | Thailandia                                                                | ASEAN Cup                                                                 | -                                                                         | 46’                                                                       |
| 26-12-2021                                                                | Singapore                                                                 | Thailandia                                                                | 0 – 0                                                                     | Vietnam                                                                   | ASEAN Cup                                                                 | -                                                                         | 46’                                                                       |
| 01-01-2022                                                                | Singapore                                                                 | Thailandia                                                                | 2 – 2                                                                     | Indonesia                                                                 | ASEAN Cup                                                                 | -                                                                         | 46’                                                                       |
| Totale                                                                    |                                                                           | Presenze                                                                  | 9                                                                         |                                                                           | Reti                                                                      | 0                                                                         |                                                                           |